# Kajakarstwo na Letnich Igrzyskach Olimpijskich 1948 – K-2 10 000 m mężczyzn
Zawody w kajakarstwie klasycznym (K2) na dystansie 10000 m mężczyzn na Letnich Igrzyskach Olimpijskich 1948 zostały rozegrane 11 sierpnia 1948 r. W zawodach wzięło udział 30 zawodników z 15 państw. Zawody składały się wyłącznie z finału.

## Rezultaty

### Finał
| Poz. | Zawodnik                          | Reprezentacja     | Czas    |
| ---- | --------------------------------- | ----------------- | ------- |
|      | Gunnar Åkerlund Hans Wetterström  | Szwecja           | 46:09,4 |
|      | Ivar Mathisen Knut Østby          | Norwegia          | 46:44,8 |
|      | Thor Axelsson Nils Björklöf       | Finlandia         | 44:46,2 |
| 4    | Alfred Christensen Finn Rasmussen | Dania             | 47:17.5 |
| 5    | Gyula Andrási János Urányi        | Węgry             | 47:33,1 |
| 6    | Cees Koch Harry Stroo             | Holandia          | 47:35,6 |
| 7    | Ludvík Klíma Karel Lomecký        | Czechosłowacja    | 48:14,9 |
| 8    | Hilaire Deprez Jozef Massy        | Belgia            | 48:23,1 |
| 9    | Walter Piemann Alfred Umgeher     | Austria           | 48:24,5 |
| 10   | Alfons Jeżewski Marian Matłoka    | Polska            | 48:25,6 |
| 11   | Fritz Frey Werner Zimmermann      | Szwajcaria        | 48:33,2 |
| 12   | Richard Fleche Maurice Graffen    | Francja           | 50:10,1 |
| 13   | Raymond Clark John Eiseman        | Stany Zjednoczone | 50:26,6 |
| 14   | Gerald Covey Henry Harper         | Kanada            | 53:04,2 |
| 15   | René Fonck Jean Nickels           | Luksemburg        | 53:46,0 |